# Hippopotamus
Hippopotamus es un género de mamíferos artiodáctilos que contiene con una sola especie actual, Hippopotamus amphibius, que habita en África.

## Descripción

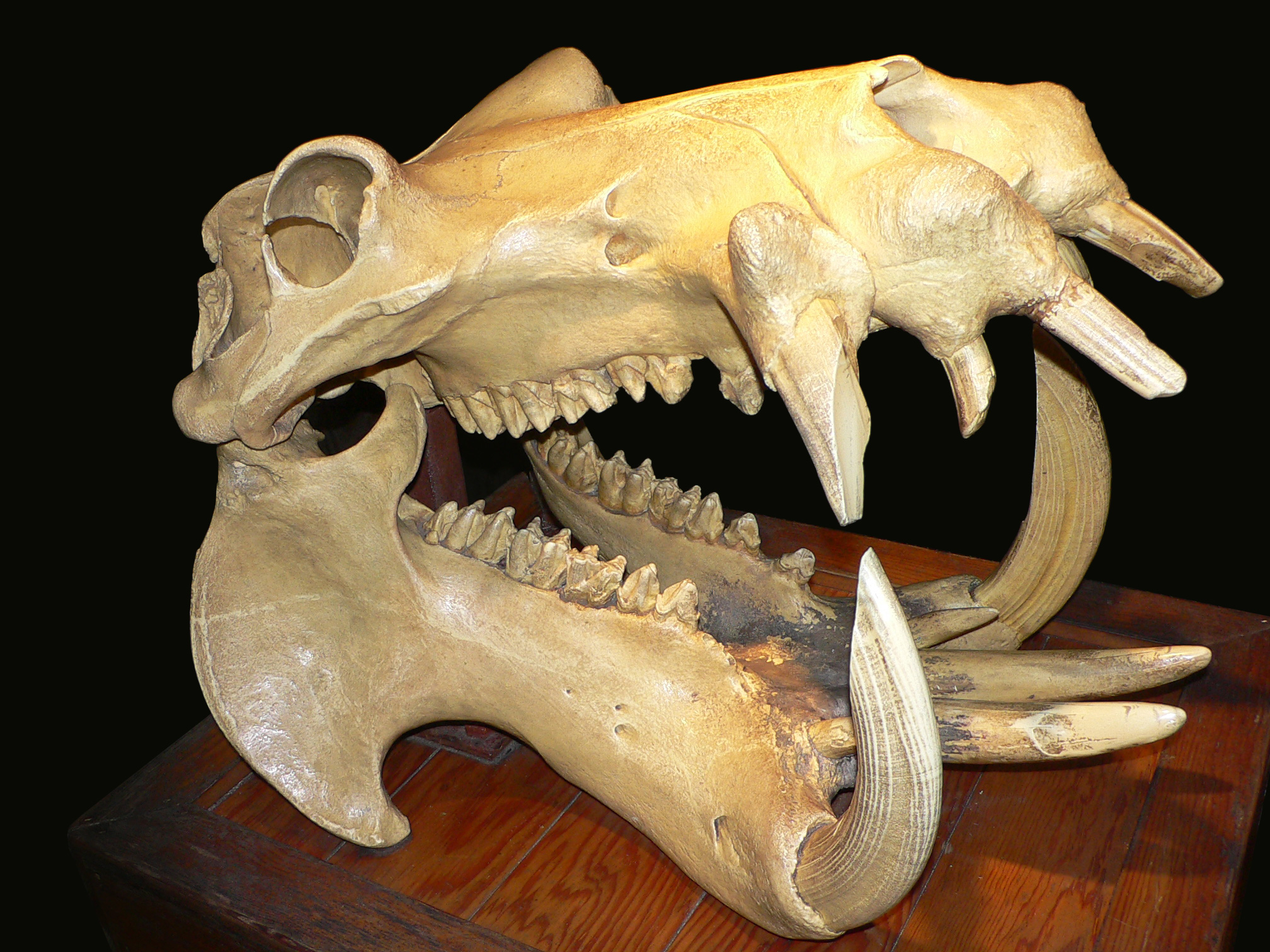
Cabeza ósea de un hipopótamo.

Los hipopotámidos son unos mamíferos grandes, de piernas cortas, rechonchas, y cuerpos en forma de barril. Tienen una cabeza grande, con una boca amplia y fosas nasales situadas en lo alto del hocico. Al igual que los cerdos, tienen cuatro dedos en el pie, pero a diferencia de estos, utilizan todos los dedos para andar. Los hipopotámidos son ungulados, pero, a diferencia de la mayor parte de estos animales, no tienen pezuñas y cuentan en su lugar con unas almohadillas de resistente tejido conjuntivo.
Tanto los incisivos como los caninos tipo colmillos son de gran tamaño, aunque los caninos (colmillos) sean con mucho los más grandes, y ambos les crecen durante toda su vida. Los dientes postcaninos son grandes y complejos, adecuados para masticar la materia vegetal que conforma su dieta. El número de incisivos varía incluso entre las mismas especies, pero la fórmula dental generalmente es: 2-3.1.4.3 / 1-3.1.4.3.

## Etimología
Hippopotamus deriva del latín hippopotămus, que a su vez proviene del griego hippopótamos (ἱπποπόταμος), compuesto por híppos (ίππος), caballo, y  potamós (ποταμος), río, «caballo de río».

## Taxonomía

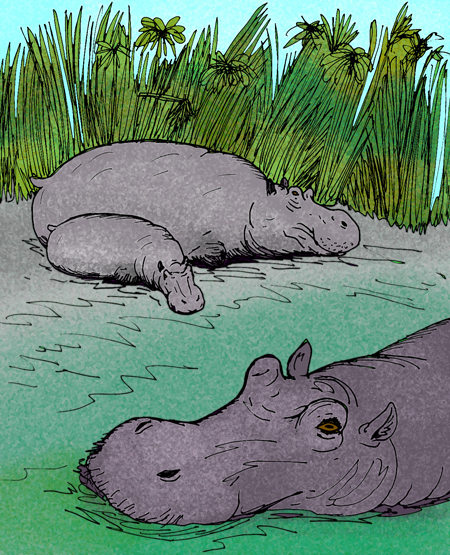
Hippopotamus gorgops, que tenía unas órbitas inusualmente grandes, vivió en Europa pero se extinguió antes de la última glaciación.

La sistemática y taxonomía utilizada sigue fundamentalmente la revisión de Boisserie (2005).
- Género Hippopotamus - hipopótamos verdaderos
  - Hippopotamus amphibius - hipopótamo común África
  - Hippopotamus antiquus † - Europa e islas británicas; Pleistoceno
  - Hippopotamus creutzburgi † - Creta; Pleistoceno
  - Hippopotamus minor † - Chipre; Pleistoceno a Holoceno
  - Hippopotamus melitensis † - Malta; Pleistoceno
  - Hippopotamus pentlandi † - Sicilia; Pleistoceno
  - Hippopotamus lemerlei † - Madagascar; Holoceno
  - Hippopotamus laloumena † - Madagascar; Holoceno
  - Hippopotamus gorgops † - África y continente europeo; Mioceno tardío–Pleistoceno medio
- Provisionalmente situados en Hippopotamus:
  - Hippopotamus aethiopicus † - Kenia y Etiopía; Plioceno-Pleistoceno
  - Hippopotamus afarensis † - anteriormente género Trilobophorus
  - Hippopotamus behemoth † -
  - Hippopotamus kaisensis † - África Central; Plioceno
  - Hippopotamus sirensis † - Marruecos y Argelia; Pleistoceno

## Evolución
Hasta 1985 los naturalistas agruparon a los hipopótamos con los cerdos, basándose en la estructura de sus molares. Sin embargo, varias líneas de pruebas, primero de las proteínas en sangre, luego de la sistemática molecular y ADN, y del registro fósil, muestran que sus parientes vivos más cercanos son los cetáceos (ballenas, marsopas, etc.). El ancestro común de hipopótamos y ballenas divergió en los rumiantes y el resto de los ungulados; el linaje de cetáceos e hipopótamos se separó poco después.
La teoría más reciente sobre los orígenes de los hipopotámidos sugiere que hipopótamos y ballenas compartieron un antepasado semiacuático común que se bifurcó de los artiodáctilos hace aproximadamente 60 millones de años. Este hipotético grupo ancestral probablemente se dividió en dos ramas hace aproximadamente 54 millones de años. Una rama evolucionaría en los cetáceos, comenzando posiblemente hace aproximadamente 52 millones de años con la protoballena Pakicetus y otros antepasados tempranos de las ballenas conocidos colectivamente como Archaeoceti, que finalmente experimentaron una adaptación hacia los completamente acuáticos cetáceos. La otra rama se convertiría en los antracotéridos, una gran familia de bestias cuadrúpedas, la más temprana de las que en el Eoceno tardío se habría parecido a hipopótamos más delgados y con cabezas comparativamente pequeñas y estrechas. Todas las ramas de los antracotéridos, salvo la que evolucionó en los hipopotámidos, se extinguieron durante el Plioceno sin dejar descendencia.

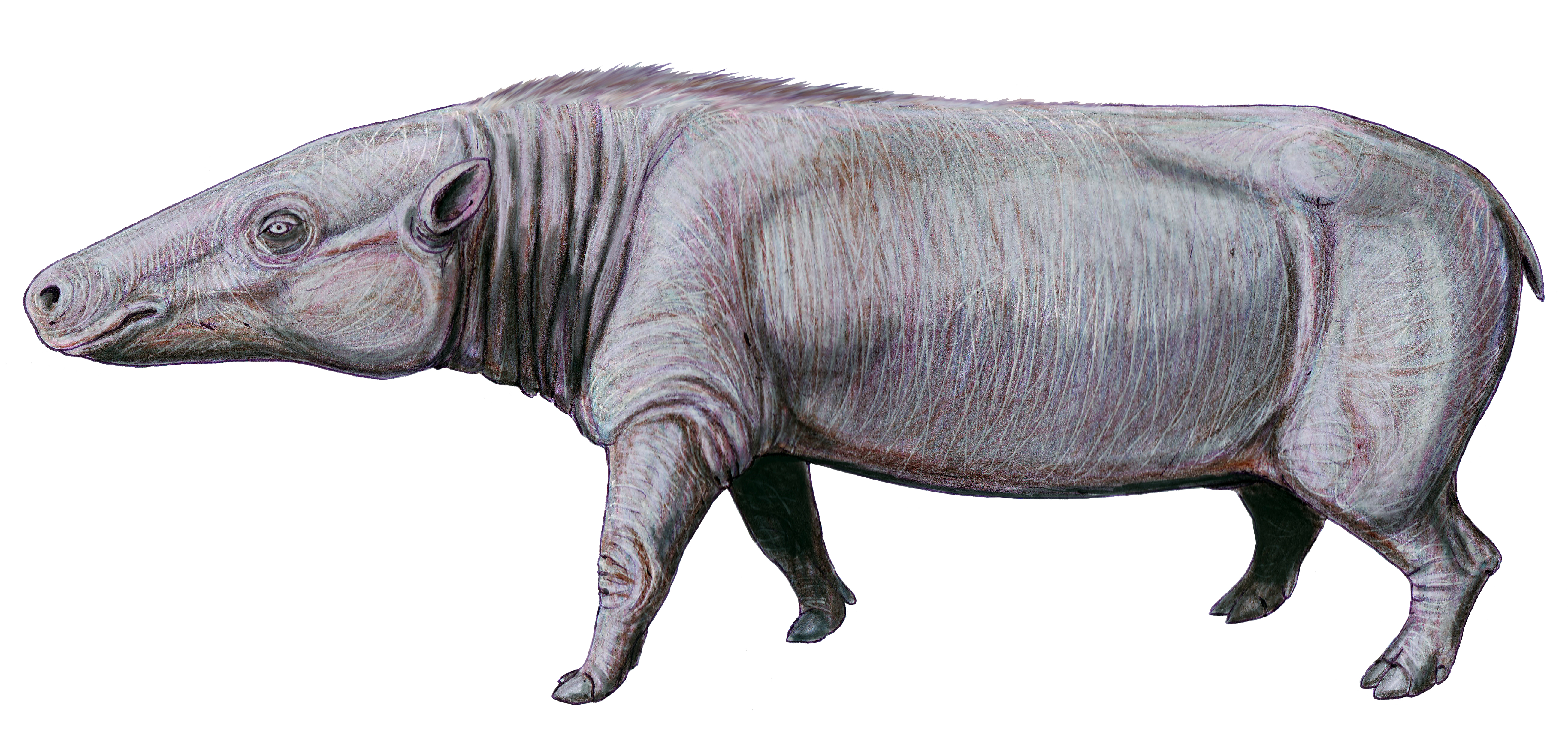
Anthracotherium magnus, un antracotérido del Oligoceno ya con semejanzas con los actuales hipopótamos.

Sin embargo puede seguirse el rastro de un linaje evolutivo aproximado de especies del Eoceno y Oligoceno: Anthracotherium y Elomeryx del Mioceno Merycopotamus, y Libycosaurus y los últimos antracotéridos del Plioceno. Puede considerarse que Merycopotamus, Libycosaurus y todos los hipopotámidos forman un clado, con Libycosaurus como el más estrechamente relacionado con los hipopótamos. Su ancestro común habría vivido en el Mioceno, hace aproximadamente 20 millones de años.
Los hipopotámidos están por lo tanto profundamente anidados dentro de la familia Anthracotheriidae. Se cree que Hippopotamidae ha evolucionado en África; el hipopotámido más antiguo conocido es el género Kenyapotamus que vivió en África hace de 16 a 8 millones de años. Mientras que especies de hipopotámidos se extendieron a través de Asia y Europa, no se ha descubierto ninguna en América, aunque varios géneros de antracotéridos emigraron a Norteamérica durante el Oligoceno temprano. Hace de 7,5 a 1,8 millones de años un antepasado del hipopótamo moderno, Archaeopotamus, vivió en África y el Oriente Medio.
Mientras que todavía no se sabe mucho sobre el registro fósil de los hipopótamos, los dos géneros modernos, Hippopotamus y Choeropsis (en ocasiones Hexaprotodon), pueden haber divergido como mucho hace 8 millones de años. Los taxonomistas discrepan si el hipopótamo pigmeo moderno es miembro de Hexaprotodon (un género aparentemente parafilético que también abarca a muchos hipopótamos asiáticos extintos que está más estrechamente relacionado Hippopotamus o Choeropsis) un género más antiguo y basal.

### Especies extintas

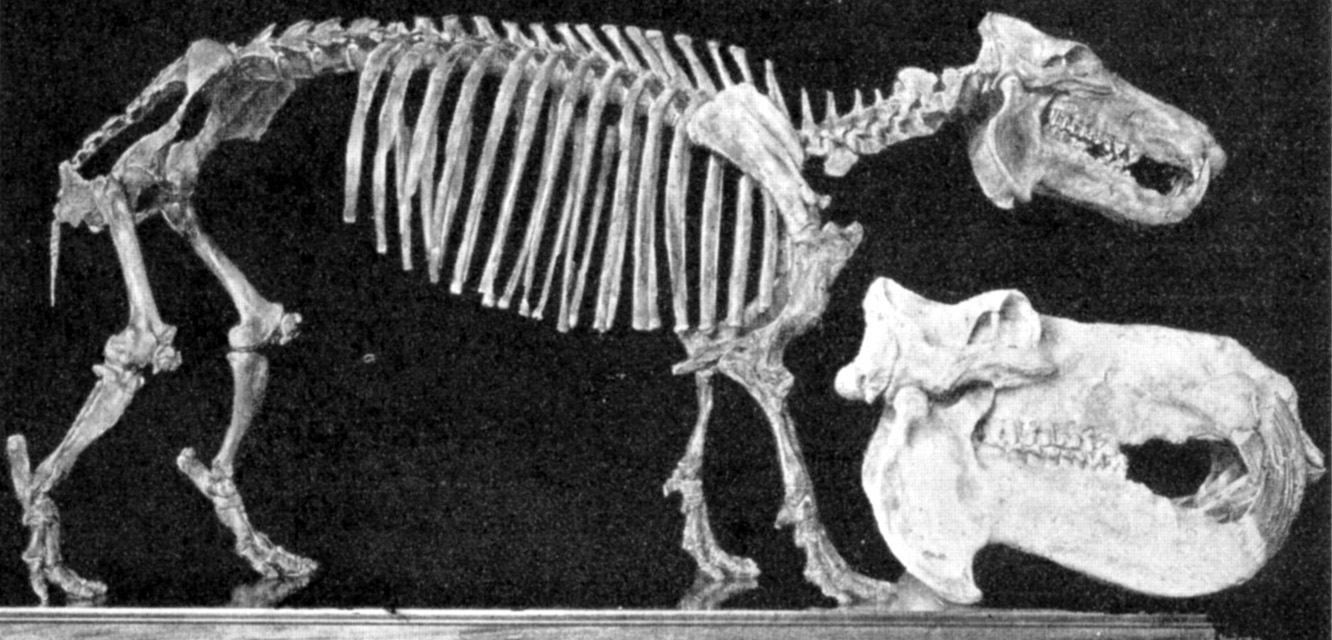
Esqueleto de Hippopotamus madagascariensis junto al cráneo de un hipopótamo común.

No menos de tres especies de hipopótamos de Madagascar se extinguieron durante el Holoceno en Madagascar, uno de ellos dentro de los últimos 1000 años. Los hipopótamos de Madagascar eran más pequeños que el hipopótamo común actual, probablemente por un proceso de enanismo insular. Existen evidencias fósiles de que muchos de estos hipopótamos eran cazados por los humanos, un factor que probablemente influyó en su extinción. Algunos ejemplares aislados de hipopótamos de Madagascar podrían haber sobrevivido en pequeñas áreas remotas; en 1976 unos aldeanos describieron a un animal vivo que llamaron «Kilopilopitsofy», que puede haber sido uno de estos hipopótamos.
Dos especies distantes, el hipopótamo europeo (H. antiquus) y H. gorgops se distribuían a lo largo de Europa continental y las islas británicas. Ambas especies se extinguieron antes de la última glaciación. Los antepasados del hipopótamo europeo encontraron una vía hasta muchas islas del Mediterráneo durante el Pleistoceno. Ambas especies eran de mayor tamaño que el hipopótamo común actual, con aproximadamente un metro más de longitud media. 
El Pleistoceno también fue testigo de la evolución de varias especies de pequeño tamaño en varias islas del Mediterráneo, como Creta (H. creutzburgi), Chipre (H. minor), Malta (H. melitensis) y Sicilia (H. pentlandi). De estos, H. creutzburgi sobrevivió hasta finales del Pleistoceno o principios del Holoceno. Muestras encontradas en el yacimiento arqueológico de Aetokremnos, siguen siendo objeto de debate sobre si la especie fue descubierta y conducida a su extinción por el hombre.